# Пије де ла Куеста, Ла Куеста де Сан Мигел (Тепетлан)
Пије де ла Куеста, Ла Куеста де Сан Мигел (шп. Pie de la Cuesta, La Cuesta de San Miguel) насеље је у Мексику у савезној држави Веракруз у општини Тепетлан. Насеље се налази на надморској висини од 1200 м.

## Становништво
Према подацима из 2005. године у насељу је живело 5 становника.

### Хронологија
| Година       | 2005 |
| ------------ | ---- |
| Становништво | 5    |

### Попис
| # | Индикатор                        | Вредност |
| - | -------------------------------- | -------- |
| 1 | Укупно појединачних домаћинстава | 1        |